# Plectoptera circumdata
Plectoptera circumdata är en kackerlacksart som beskrevs av Henri Saussure och Leo Zehntner 1893. Plectoptera circumdata ingår i släktet Plectoptera och familjen småkackerlackor.
Artens utbredningsområde är Guatemala. Inga underarter finns listade i Catalogue of Life.